# Moldoveni (Ialomiţa)
Pour les articles homonymes, voir Moldoveni.
Moldoveni est une commune du județ de Ialomița en Roumanie.